# Kanvithimmalapura, Hospet
Kanvithimmalapura là một làng thuộc tehsil Hospet, huyện Bellary, bang Karnataka, Ấn Độ.